# 莎齐耶·埃尔多安
莎齐耶·埃尔多安（土耳其語：Şaziye Erdoğan，1992年2月23日—），土耳其女子举重运动员。她曾代表土耳其参加世界举重锦标赛，获得一枚金牌和一枚铜牌。她曾在2013年因未通过药检而遭禁赛两年。